# Władimir Cziż

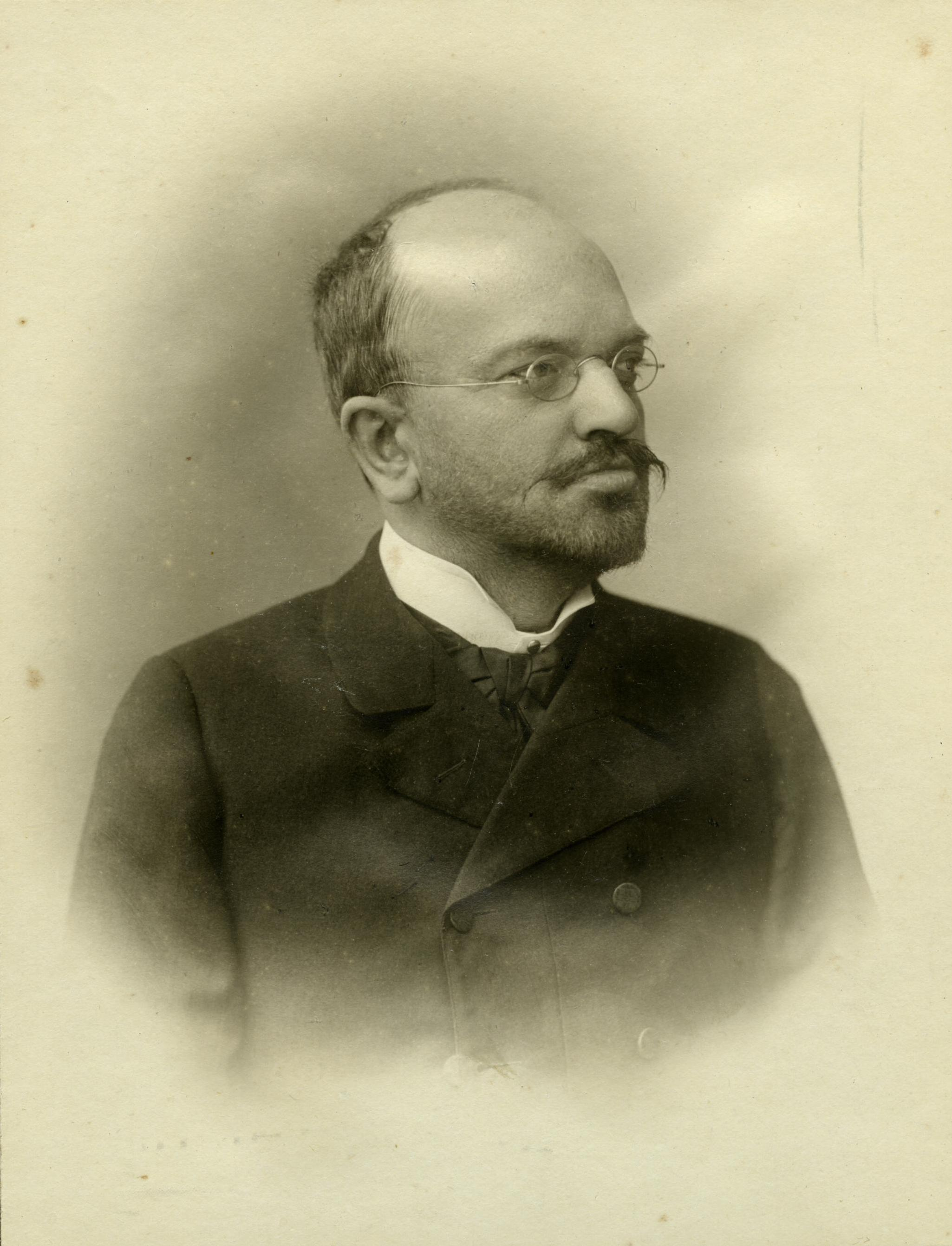
Władimir Cziż

Władimir Fiodorowicz Cziż (ros. Владимир Федорович Чиж, niem. Wladimir Tschisch, ur. 9 czerwca 1855 w guberni smoleńskiej, zm. 4 grudnia 1922 w Kijowie) – rosyjski lekarz psychiatra.
Ukończył Akademię Medyko-Chirurgiczną w Sankt Petersburgu w 1878 roku. Specjalizował się w psychiatrii pod kierunkiem Jana Mierzejewskiego. W latach 1884–1885 uzupełniał studia w dziedzinie neurologii u Flechsiga w Lipsku i u Charcota w Paryżu. Od 1891 do 1915 profesor na katedrze psychiatrii Uniwersytetu w Dorpacie. Był autorem około 200 prac naukowych. W szeregu prac analizował z psychiatrycznego punktu widzenia biografie i dorobek literacki Nietzschego, Dostojewskiego, Puszkina, Gogola, Turgieniewa.

## Wybrane prace
- Dostojewski kak psichopatolog (Достоевский как психопатолог). Russkij Westnik 170 i 171 (1884)
  - Достоевский как психопаталог: очерк. М. Катков, 1885
- Ueber die künstliche Bildung von Farbstoff im Nervengewebe[1]. (1884)
- Ueber die Zeitdauer der einfachen psychischen Vorgänge bei Geisteskranken. Vorläufige Mittheilung. Neurologisches Centralblatt 4, ss. 217–219 (1885)
- Научная психология в Германий (1886)
- Лекции судебной психопатологии (1890)
- Криминальная антропология (1892)
- Гипноз и внушение (1893)
- Наслаждение и страдание (1894)
- La loi fondamentale de la vie. Jourieff (Dorpat): C. Mattiesen, 1895
- Психология любви (1897)
- Katatonija. Kazan’ 1897
- Психология женщины (1898)
- Warum sind Raum- und Zeitanschauungen beständig und unentbehrlich?. Leipzig: Johann Ambrosius Barth, 1898
- L'affaiblissement psycho-physique de la personalité, une des principales causes du crime: communication / de M. le Dr.  Wladimir Tschisch ; traduit du russe par M. le Prof. Jitta. [S.l.] : [s.n.], [189-?]
- Die im Verlauf der Arteriosklerose auftretenden nervösen und psychischen Störungen: [Vortrag auf dem 16. internationalen medizinischen Kongress]
- Definition of progressive paralysis; its differentiation from of disease. New York: State Publishing Company, 1902
- Ueber die intellektuellen Gefühle bei den Geisteskranken[2]. (1909)